# Benjamin Catry
Pour les articles homonymes, voir Catry.
Benjamin Catry, né le 8 mai 1914 à Wambrechies et mort le 1er septembre 1981 à Arques, est un homme politique français.

## Biographie
Négociant en spiritueux de métier, il commence sa carrière politique en tant que maire d'Arques  de 1953 à 1977. Il est élu conseiller général du canton de Saint-Omer-Sud de 1958 à 1976. Il devient député de 1962 à 1967, date à laquelle, il se fait battre par Bernard Chochoy, et récupère son siège l'année suivante, poste, qu'il conserve jusqu'en 1973.

## Postérité
Une résidence pour personnes âgées et une salle portent le nom de Benjamin-Catry à Arques.

## Distinctions

### Décorations
- Chevalier du Mérite social.
- Croix du combattant 1939-1945.
- Chevalier des Palmes académiques.